# Teorie jazykových kódů
Koncept této teorie představil Basil Bernstein v roce 1971. Ve své teorii Bernstein prosazuje přímý vztah mezi společenskou třídou a jazykem a ukazuje, jak jazyk, který lidé používají v každodenní konverzaci, odráží a zároveň formuje předpoklady konkrétní společenské skupiny.
Basil Bernstein považuje jazyk za hlavní prostředek socializace a přestože byla tato teorie původně zaměřena na prostředí tradiční Anglie, jedná se i dnes o velmi živé téma. Z pohledu Bernsteina se společnost dělí na dvě základní vrstvy – dělnickou a střední. Díky tomuto členění rozlišil dva typy kódů, které jsou pro ně typické.

## Rozdělení kódů
Na základě řady odlišností se jazykové kódy dělí na omezené a rozvinuté. 
Omezený kód je vhodný pro
insidery, kteří sdílejí předpoklady k pochopení tématu. Skrze něj mluvčí
čerpají ze zázemí vědomostí a sdíleného porozumění. Tento typ kódu vytváří
dojem pocitu sounáležitosti k určité skupině. Omezené kódy mohou být
nalézány mezi přáteli, rodinami a dalšími důvěrně propojenými skupinami. Jsou kratší,
stručnější a vyžadují informace na pozadí a předchozí vědomosti.
Rozvinutý kód naopak nepředpokládá, že posluchač sdílí tyto
předpoklady nebo porozumění, a je tedy mnohem výslovnější, důkladnější a
vyžaduje od posluchačů čtení mezi řádky. Je vhodný v situacích, ve kterých
není žádné prioritní sdílené porozumění a vždy je nutné důkladnější
vysvětlení. Pokud někdo říká něco nového někomu, koho potká poprvé,
pravděpodobně by použil rozvinutý kód, který může stát samostatně – je
kompletní, plný detailů, většina posluchačů konverzace by byla schopná
porozumět. 
Jak říká Bernstein, žádný kód není
lepší než ten druhý. Každý má svou vlastní identitu a své vlastní možnosti.
(str. 135)

## Teorie jazykových kódů ve vzdělávání
Teorie jazykových kódů se také zaměřuje na schopnost verbální komunikace v moderním vzdělávání. Podle sociálních poměrů, ve kterých děti vyrůstají, se jejich jazykové schopnosti liší. Nejedná se ale pouze o rozdílnou slovní zásobu nebo vyjadřování. Basil Bernstein poukazuje především na systematické rozdíly ve způsobu komunikace, které mají na úspěch ve škole zásadní vliv. Na základě odlišností se jazykové kódy dělí na omezené a rozvinuté.
- Omezené kódy se uplatňují zejména u dětí z nižších vrstev. Jejich komunikace je založena na nevyslovených předpokladech, které není potřeba verbalizovat, jelikož jsou považovány za samozřejmé. Prostřednictvím omezených kódů se dají snáze popsat praktické zkušenosti.[4]

- Rozvinuté kódy si naopak osvojují děti vyrůstající v rodinách s vyšším formálním vzděláním. Svým verbálním projevem dokáží individualizovat smysl jednotlivých slov podle situace, ve které se nachází, a lépe ovládají popis abstraktních představ. Tyto rozdílné typy komunikace spočívají zejména ve výchově a prostředí, ve kterém se děti pohybují. Děti z nižších socioekonomických vrstev jsou většinově vychovávány formou přímých trestů a odměn bez bližšího vysvětlení. Oproti tomu rodiče z vyšších vrstev věnují větší pozornost tomu, aby jejich děti pochopily z jakého důvodu jsou jim některé věci odpírány. Příkladem může být klasická situace v obchodě. Dítě z dělnické rodiny se dožaduje sladkosti, přičemž mu matka řekne: „A dost!“ V případě, kdy po sladkosti zatouží dítě ze středostavovské rodiny, s největší pravděpodobností mu bude vysvětleno, že sladkosti nejsou zdravé a kazí se po nich zuby.

Osvojením rozvinutých kódů získávají děti lepší předpoklady k prosazení se v procesu formálního vzdělávání. Způsob vyjadřování v omezených kódech se poté podle Bernsteina častěji dostává do rozporu s akademickou kulturou školy.
Menší šance dětí s omezenými kódy k úspěchu ve škole se dají shrnout do několika bodů:
1. Děti, kterým se často nedostává odpovědí na jejich otázky, mívají nejen menší povědomí o světě, ale v zásadě jsou i méně zvědavé.
2. Překážkou pro ně bývají i obecně vyjádřené zásady školní kázně.
3. V případě, že se učitelova forma komunikace výrazněji liší od té, kterou znají z domova, může být pro takové děti zkrátka nesrozumitelná. Při snaze přeložit si výklad do známého jazyka jim poté často uniká skutečná podstata celého sdělení.
4. Nehledě na mechanické učení nazpaměť se tyto děti často potýkají s problémy pochopení rozdílů v pojmech vyžadujících schopnost zobecnění a abstrakce.

Přestože se tato teorie opírá o řadu důkazů, stále zůstává předmětem sporů.

### Kritika
Teorie Basila Bernsteina byla a stále je předmětem značného neporozumění a kontroverze.
Kritika Bernsteinovy rané práce se zabývala především otázkami rozdílu a deficitu. Bernstein sám ovšem odmítl názor, že by jeho práce byla založena na rozdílném přístupu. Argumentoval tím, že  jeho teorie poskytuje vysvětlení rozdílných výkonů ve škole, čímž  se pokouší o spojení rodiny a vzdělávacích struktur a procesů. Dále také uvedl, že jeho práce na teorii jazykových kódů, ale i novější o pedagogickém diskurzu, se především snaží o propojení mikro a makro procesů, které souvisí s třídními a mocenskými vztahy v sociální sféře.
Bernstein ovšem nebyl pouze obětí kritiky, on sám také kritizoval. Například vzdělávací zařízení by se podle něho měly zaměřit na formu, jakou vyučují, a přizpůsobit jí také dětem s omezenými kódy. Výuka je totiž vedena pomocí kódů typických pro střední vrstvu, což dětem s rozvinutými kódy nepůsobí žádné problémy. Oproti tomu děti vyrůstající v nižší společenské vrstvě nemohou výkladu zcela porozumět. Učitelé se podle něho nesnaží dětem porozumět, pouze se je snaží změnit.

### Shrnutí
Otázka, která byla tezí Bernsteina položena, se týká třídních vztahů, které určují formy komunikace. Sociální třída, ve které dítě vyrůstá, upravuje kódy s ohledem na dominující formu komunikace. Celková koncepce této teorie se nezabývá pouze obsahem, který je sdělován, ale také vztahem k jeho realizaci. Přesněji řečeno nejde jen o to, co člověk říká, ale také jakým způsobem to říká.
Ačkoliv je Bernsteinova sociolingvistická práce na omezeném a rozvinutém kódu široce známá, reprezentuje pouze jeho nejranější práci.